# César Casimiro González
César Casimiro González Salinas(15 de agosto de 1985, Piribebuy (Paraguay))
es un delantero de la primera división de su país. 

## Trayectoria
Llegó al Sportivo Luqueño de Paraguay de la Primera División de ese país para jugar el Torneo Clausura 2008 marcando un gol en su debut. El Jueves 7 de enero de 2010 el futbolista recibió un susto al chocar en una práctica realizada en Rakiura de Luque. Choca con el arquero Mario Villasanti, César González se llevó la peor parte pero la asistencia rápida del DT Rolando Chilavert, hermano de José Luis Chilavert que logró asistir rápido al atleta le salvó la vida. Fue trasladado a un Centro Médico de la Capital para su mejor atención.
Estuvo lecionado por un golpe en la cabeza en un partido contra Sol de América y tiene una lesión grave por lo cual esta inactivo por un tiempo indefinido pero en los próximos días según el médico del equipo auriazul el jugador volvería al equipo se está recuperando de esa seria lesión.
Ya está recuperado de su lesión volvió a jugar contra olimpia donde luqueño ganó 2 a 1 César anotó el primer tanto para su equipo
En el campeonato 2011 de la Liga Deportiva de Piribebuy de su ciudad natal Cesar vuelve a la actividad del fútbol en el modesto club Juventud Cordillerana de la compañía Capilla Cue